# Jill Johnston
Pour les articles homonymes, voir Johnston.
Jill Johnston née Jill Crowe le 17 mai 1929, morte le 18 septembre 2010 est une journaliste, critique d'art, performeuse  et écrivaine féministe américaine.
Par ses articles publiés dans The Village Voice, elle soutient énergiquement l'émergence du Judson Dance Theater en 1962 et de la postmodern dance américaine. Engagée dans le mouvement séparatiste lesbien des années 1970, elle publie Lesbian Nation en 1973.

## Biographie
Jill Crowe, de son nom de naissance, est née en Angleterre, à Londres en 1929. Les parents, Olive Marjorie Crowe, infirmière, et Cyril F. Johnston, fondeur de cloches, ne se sont jamais mariés et se sont séparés peu de temps après la naissance de Jill. Elle a été élevée par sa mère à Long Island, près de New York.
Jill Johnston est diplômée de l'University of North Carolina. Elle envisage d'abord de devenir danseuse et se familiarise avec l'univers de la danse moderne en prenant des cours avec le chorégraphe José Limón.
En 1958, à l'âge de 29 ans, elle  épouse Richard Lanham, avec lequel elle a deux enfants, avant de divorcer en 1964. En tant que critique de danse pour le Village Voice et pour Art News (entre 1960 et 1966), elle accompagne l'ébullition sociale et artistique new-yorkaise des années 1960. Très tôt, elle s'enthousiasme pour le renouvellement de la danse qu'elle voit poindre dans le travail de Merce Cunningham. Supportrice de la première heure, elle assiste à l'émergence de la danse postmoderne au sein du Judson Dance Theater, collectif informel de chorégraphes, de danseurs et d'artistes. Ses articles, au style très libre, font connaître le travail d'Yvonne Rainer, Steve Paxton, Trisha Brown, Deborah Hay ou Lucinda Childs. Alors que la plupart des critiques refusent de reconnaître cela comme de la danse, elle s'enthousiasme pour ce nouveau courant chorégraphique rejetant la théâtralité, la narration et l'émotion en danse pour privilégier un retour au mouvement « pur », au mouvement naturel et quotidien. Pour Jill Johnston, le Judson Dance Theater célèbre « l'héroïsme de l'ordinaire ». Son analyse, fine et précise, a permis de garder trace de danses par essence éphémères qui, pour la plupart, n'ont pas été filmées. Selon l'historienne de la danse Sally Banes, « Jill Johnston est importante pour l'histoire de la danse moderne non seulement parce que ses écrits nous offrent un aperçu extrêmement vivant de la danse d'avant-garde new-yorkaise durant les années 1960 [...], mais aussi en raison de son type d'écriture. Championne de l'avant-garde - non seulement en danse mais dans tous les domaines artistiques, [...] Jill Johnston a opté pour des sujets, un langage, et une structure qui ont profondément influencés toute une génération de critiques et de chorégraphes ayant affiné leur connaissance de la danse à travers ses écrits ». En effet, prenant acte que désormais vie et art ne font qu'un, elle adopte un style d'écriture très oralisé, décontracté, direct. Elle n'hésite pas à raconter des bribes de sa propre vie dans une critique de spectacle, en vue d'avoir une approche la plus honnête et authentique possible. Ses critiques ont été rassemblées dans l'ouvrage Marmalade Me, publié en 1971.
Au contact des artistes du Village et de leur style de vie très libre, elle s'émancipe peu à peu de son éducation protestante. Elle se découvre lesbienne, et, après son divorce, s'installe avec Lucinda Childs.
En proie à des crises de dépression extrêmement violentes, en 1969 elle choisit de suivre une thérapie avec Ronald Laing, psychiatre alternatif. À la suite de cela, elle organise une table ronde intitulée « La désintégration de la critique ». Puis, elle arrête d'écrire sur l'art et la danse pendant de nombreuses années. Elle rebaptise sa chronique dans le Village Voice « Jill Johnston » et adopte une écriture plus intimiste et politique.
Au début des années 1970, elle se revendique lesbienne et féministe radicale. Radicale, elle utilise le happening politique pour dénoncer le sexisme et la culture patriarcale. 
Elle fait son véritable coming out de lesbienne et de féministe radicale en publiant Lesbian Nation en 1973. Son ouvrage sans concessions déclenche une controverse tant dans le grand public que parmi les féministes. En effet, Jill Johnston voit le lesbianisme comme un acte politique. Selon elle, la sexualité étant un espace où se jouent les oppressions subies par les femmes, coucher avec des hommes c'est pactiser avec l'oppresseur.
En 1980, elle rencontre Ingrid Nyeboe qu'elle épouse au Danemark en 1993.

## Performances
Jill Johnston a dit : « En tant que critique je n'ai jamais adopté un regard froid et détaché. Je ne voyais pas pourquoi ce rôle devait m'interdire des activités qui impliquaient ceux que je critiquais ». Dans les années 1960, tout en se faisant le témoin privilégié des mouvements d'avant-garde, elle réalise elle-même des conférences dansées ou des performances improvisées dans le contexte du Judson Dance Theater ou de la Factory d'Andy Warhol.
- Le 4 mars 1963, elle réalise une « Dance-Lecture-Event » à la Judson Memorial Church, fief du Judson Dance Theater. Elle performe avec Henry Geldzahler et Red Grooms.
- En 1963, elle apparaît dans un court-métrage d'Andy Warhol, intitulé Jill and Freddy Dancing, qui la montre dansant avec le danseur et chorégraphe Freddy Herko, membre du Judson Dance Theater, sur le toit de l'immeuble de l'artiste Wynn Chamberlain, devant le paysage constitué par la Manhattan skyline.
- En 1964, elle improvise une performance avec Yvonne Rainer à la Washington Square Gallery de New York[8]. Il ne reste de cet évènement que quelques photographies de Peter Moore.
- En 1966 au Buffalo Festival of the Arts, elle réalise une conférence-performance avec le sculpteur minimaliste Robert Morris.

## Militantisme féministe et lesbien
Première lesbienne américaine à faire son coming out public dans un média de masse, Jill Johnston utilise sa plume pour soutenir les combats féministes et lesbiens dans la période explosive des années 1970. Dans  The Village Voice, elle critique d'une part le mouvement gay dominé par des hommes et d'autre part le mouvement féministe dominé par des femmes hétérosexistes. Ses articles sont rassemblés dans Lesbian Nation: the Feminist Solution (1973), qui devient rapidement un best-seller. Elle réfléchit notamment à ce que le lesbianisme implique en termes de bouleversements de l'hétérosexualité normative ou d'objectifs politiques féministes, interrogeant les domaines de la sexualité, de la famille, de la division sexuelle du travail, des rôles sexuels. 
Dans ses mémoires, Betty Friedan raconte qu'en 1970, alors qu'elle prononçait une conférence féministe sur l'histoire des femmes (destinée à lever des fonds pour le mouvement des femmes) dans le jardin d'une villa, à côté d'une piscine, Jill Johnston a sauté torse nu dans l'eau et s'est mise à nager. Les deux femmes étaient en réalité à l'opposé l'une de l'autre en termes de féminisme : avec son organisation, le National Organization for Women, Betty Friedan représente le féminisme réformiste, pour l'égalité des droits, alors que Jill Johnston se revendique lesbienne radicale, se ralliant au féminisme radical qui veut abolir les rôles sociaux sexués à la racine de l'oppression des femmes. Aussi une telle action, en plein meeting, s'apparente à un happening de protestation.
Plus tard, en 1971, Jill Johnston est conviée à une assemblée publique sur le féminisme à New York, en compagnie de Germaine Greer, Jacqueline Ceballos, Diana Trilling et du très contesté Norman Mailer, qui vient de publier un livre critiqué pour son anti-féminisme, Prisonnier du sexe. Jill Johnston réalise un happening, lançant à l'assemblée : « Toutes les femmes sont des lesbiennes sauf celles qui ne le savent pas encore. » Alors que Norman Mailer demande à l'assistance si on devrait la laisser continuer, une amie de Jill Johnston surgit sur l'estrade et les deux femmes s'embrassent, au grand dam de Norman Mailer. Puis une troisième femme les rejoint, et elles roulent sur le sol pour mimer un rapport sexuel. Filmé, le happening est inclus dans le documentaire de Chris Hegedus et D.A. Pennebaker, intitulé Town Bloody Hall (1979). Sans concession et stimulante, cette performance politique, qui fait penser aux modes d'intervention adoptés plus tard par Act Up New York, a fortement marqué les esprits.
JJ, une anthologie de ses textes est traduite et publiée en français en 2024. 

## Publications
- Marmalade Me (1971; republié en 1998),  (ISBN 0525472819), anthologie des critiques de danse publiées dans le Village Voice
- Lesbian Nation: The Feminist Solution (1973),  (ISBN 9780671214333)
- Gullible's Travels (1974),  (ISBN 9780671214333)
- Mother Bound (1983),  (ISBN 9781852424503) - autobiographique
- Paper Daughter (1985) - autobiographique
- Secret Lives in Art (1994) - essais sur la littérature, la performance et les arts visuels
- Jasper Johns (1996) - biographie critique de l'artiste
- Admission Accomplished: the Lesbian Nation years (1970–75) (1998),  (ISBN 9781852424503) - anthologie de textes
- At Sea On Land: Extreme Politics (2005)
- England's Child: The Carillon and the Casting of Big Bells (2008) Biographie de son père, Cyril F. Johnston, principal fondeur de cloches d'Angleterre durant la première moitié du XXe siècle
- (en) Edited by Fiona McGovern, Megan Francis Sullivan and Axel Wieder, The Disintegration of a Critic : texts by cultural critic, auto/biographer, and lesbian icon Jill Johnston., The MIT Press, 2019, 224 p. (ISBN 9783956794896)
- JJ : Textes de Jill Johnston [« JJ »] (trad. Traduit de l'anglais par Pauline L. Boulba, Aminata Labor, Nina Kennel, Rosanna Puyol), Paris, presses du réél, 214 p. (ISBN 9782956870074)

## Film
- JJ, réalisé par Pauline L. Boulba et Aminata Labor, mai 2024